# Tony Martin (ciclista)
Tony Hans-Joachim Martin (Cottbus, 23 aprile 1985) è un ex ciclista su strada ed ex pistard tedesco.
Professionista dal 2008 al 2021, è specialista delle prove a cronometro: ha vinto infatti per quattro volte i campionati del mondo di specialità (nel 2011 a Copenaghen, nel 2012 a Valkenburg, nel 2013 a Firenze e nel 2016 a Doha). Nel 2012 si è inoltre aggiudicato la medaglia d'argento a cronometro ai Giochi olimpici di Londra. È soprannominato "Panzerwagen".

## Carriera

### Gli esordi
Nativo della Germania Est, ma cresciuto tra l'Ungheria ed Eschborn, vicino a Francoforte, inizia a gareggiare all'età di quattordici anni con il club ciclistico RV Sossenheim. Nel 2001 entra in una scuola dello sport a Cottbus (si diplomerà nel 2004) mentre all'età di diciotto anni, nel 2003, si laurea campione nazionale a cronometro nella categoria juniores. Dopo aver lasciato il club RSV Seeheim e aver corso per alcuni mesi da stagista con la Gerolsteiner, tra il 2006 e il 2007 gareggia per il Thüringer Energie Team, sodalizio UCI Continental tedesco: in tale biennio diventa nuovamente campione nazionale a cronometro, questa volta tra gli Under-23, e si aggiudica anche l'Internationale Thüringen Rundfahrt e la Coppa Città di Asti.

### 2008-2010: i primi anni nel professionismo
Tony Martin passa professionista all'inizio del 2008 con il Team High Road, formazione ProTour statunitense, e ottiene il primo successo da pro in aprile, nei Paesi Bassi, vincendo lo Hel van het Mergelland. Nella prima annata da professionista di Martin spiccano anche la vittoria nella cronometro di Brema al Deutschland Tour (in totale fa sue quattro corse), il secondo posto nella cronometro finale del Giro d'Italia, a Milano, e il settimo posto nella prova contro il tempo ai campionati del mondo di Varese.
Nel 2009, sempre in maglia Columbia-High Road, Martin si mette in luce come una dei migliori giovani talenti del panorama ciclistico mondiale. È infatti protagonista prima al Tour de Suisse – corsa in cui conclude al secondo posto dopo aver vinto la frazione di Crans-Montana e la classifica della montagna – e poi al Tour de France. Durante quella Grande Boucle Martin, oltre a vestire per undici giorni la maglia bianca di miglior giovane, riesce a raggiungere la piazza d'onore nella difficile tappa del Mont Ventoux, preceduto dal solo Juan Manuel Gárate. Questi risultati, unitamente al secondo posto nel campionato nazionale a cronometro e al terzo posto nella medesima specialità ai campionati del mondo di Mendrisio (alle spalle di Fabian Cancellara e Gustav Larsson), lo portano ad essere nominato Miglior ciclista tedesco del 2009.
Nella primavera del 2010, ancora tra le file del team HTC (già Columbia), Martin si aggiudica la cronometro di Los Angeles al Tour of California. Partecipa poi nuovamente al Tour de Suisse, ma, nonostante i tre giorni da leader della classifica generale e la vittoria nella crono conclusiva, non va oltre il sesto posto finale. Pochi giorni dopo si aggiudica per la prima volta il titolo nazionale a cronometro tra gli Elite, mentre in luglio, al Tour de France, manca di poco il successo nelle due prove contro il tempo di quella Grande Boucle, battuto in entrambe le occasioni dal solo Fabian Cancellara. Dopo il Tour de France riesce tuttavia ad aggiudicarsi l'Eneco Tour, breve corsa a tappe del calendario ProTour, nonché, in quel di Geelong, Australia, la seconda medaglia di bronzo consecutiva nella specialità della cronometro ai mondiali su strada (a precederlo sono i soli Cancellara e David Millar).

### 2011: il primo titolo mondiale

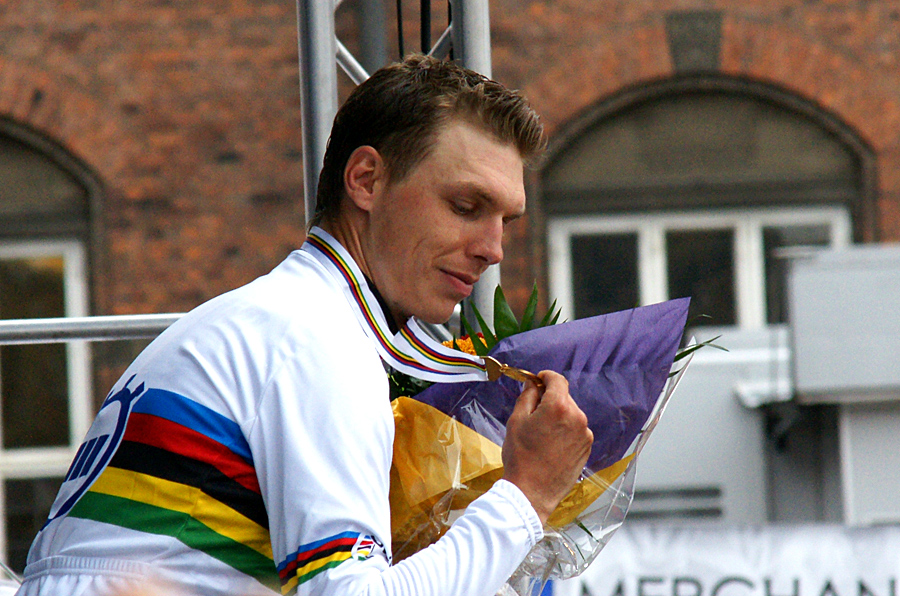
Tony Martin in maglia iridata a Copenaghen, nel settembre 2011.

È nel 2011 che Tony Martin ottiene i primi importanti risultati a livello mondiale. La sua stagione si apre con i successi finali nella Volta ao Algarve, in Portogallo, e nella prestigiosa Parigi-Nizza, e prosegue in primavera con le due vittorie di tappa, entrambe a cronometro, alla Vuelta al País Vasco e al Critérium du Dauphiné (gare del calendario World Tour). Dopo aver colto il secondo posto ai campionati nazionali a cronometro (battuto da Bert Grabsch), in luglio Martin si ripresenta sulle strade del Tour de France. Pur avendo velleità di classifica, si stacca presto dai migliori; ciò nonostante decide di restare comunque in gara, fino a mettere a referto il primo successo di tappa al Tour in carriera: sua è infatti la cronometro del penultimo giorno, nella città di Grenoble.
La sua stagione prosegue tra agosto e settembre, prima alla Vuelta a España, con il successo nella prova contro il tempo di Salamanca, e poi in Danimarca, a Copenaghen, per la cronometro dei campionati del mondo su strada. Sui 46,4 chilometri del tracciato danese Martin, forte dei numerosi successi di specialità colti durante l'anno, rispetta i favori del pronostico e vince l'oro, infliggendo, ad una media record di 51,8 km/h, più di un minuto ai primi inseguitori, il britannico Bradley Wiggins e il campione in carica Cancellara. Fatto suo il titolo iridato, il tedesco chiude l'annata vincendo anche la classifica finale del Tour of Beijing e la Chrono des Nations, portando a dodici, suo record, il computo di successi stagionali.
Intanto, ai primi di settembre, Martin aveva cambiato squadra, complice l'imminente scioglimento del team HTC-Highroad, trovando un accordo triennale, a partire dal 2012, con la Omega Pharma-Quickstep, formazione ProTour belga diretta da Patrick Lefevere.

### 2012: l'argento olimpico e il secondo titolo mondiale

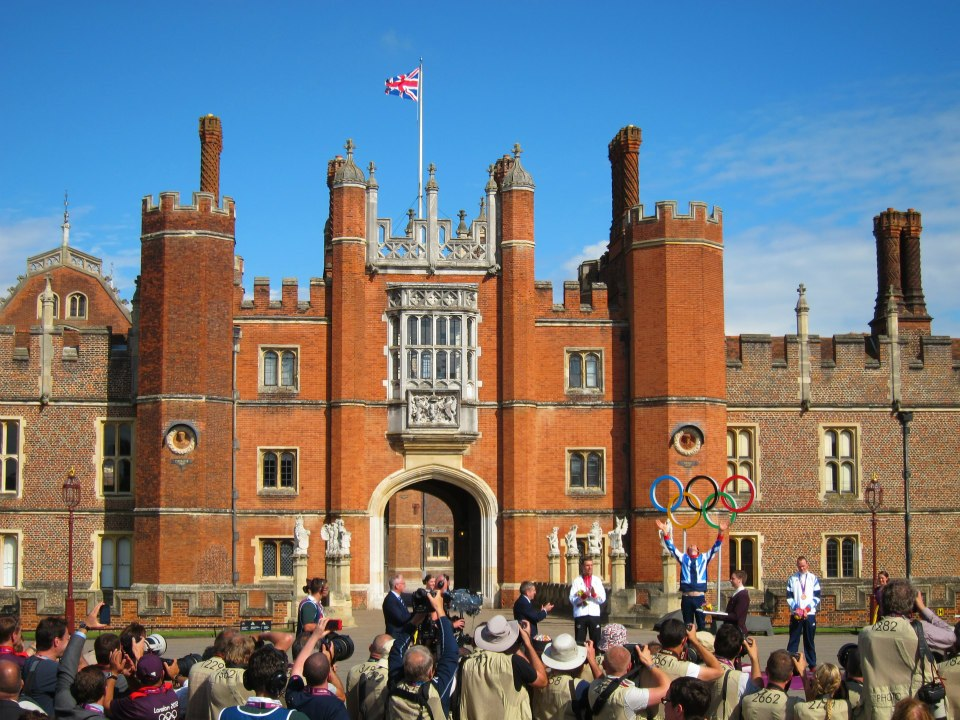
Tony Martin sul podio della cronometro nella cornice di Hampton Court ai Giochi olimpici di Londra.

Martin inizia la stagione 2012, la prima in maglia Omega Pharma-Quickstep, con il secondo posto alla Volta ao Algarve, alle spalle di Richie Porte, e il quinto alla Vuelta al País Vasco. Il 12 aprile Martin deve però interrompere la preparazione, viene infatti investito da un'automobile durante un allenamento vicino a casa, in Svizzera; l'incidente gli procura una frattura allo zigomo e diversi traumi, e lo costringe al ricovero in ospedale e allo stop forzato dall'attività. Rientrato alle gare dopo circa quaranta giorni, si aggiudica la cronometro e la classifica finale del Giro del Belgio, e, come già nel 2010, il titolo nazionale nella prova contro il tempo. In estate prende parte al Tour de France, ma si ritira al termine della nona tappa a causa di una frattura allo scafoide rimediata in una caduta. Rimessosi da questo secondo infortunio, partecipa ai Giochi olimpici di Londra; impegnato nella cronometro individuale, coglie la medaglia d'argento, battuto dal "beniamino" di casa (e fresco vincitore del Tour de France) Bradley Wiggins.
In settembre, dopo aver corso la Vuelta a España (con un secondo posto nella quarta tappa), prende parte ai campionati del mondo nel Limburgo. Nonostante gli infortuni rimediati in stagione, contribuisce al successo del sestetto Omega Pharma-Quickstep nella cronometro a squadre (reintrodotta nel programma mondiale dopo 18 anni), e pochi giorni dopo si aggiudica lui stesso, per il secondo anno consecutivo, il titolo iridato nella cronometro individuale: nell'occasione riesce a precedere per soli sei secondi, dopo un lungo duello, lo statunitense Taylor Phinney. In chiusura di stagione, come già nel 2011, fa suoi anche la graduatoria finale del Tour of Beijing e la Chrono des Nations.

### 2013: il terzo titolo mondiale

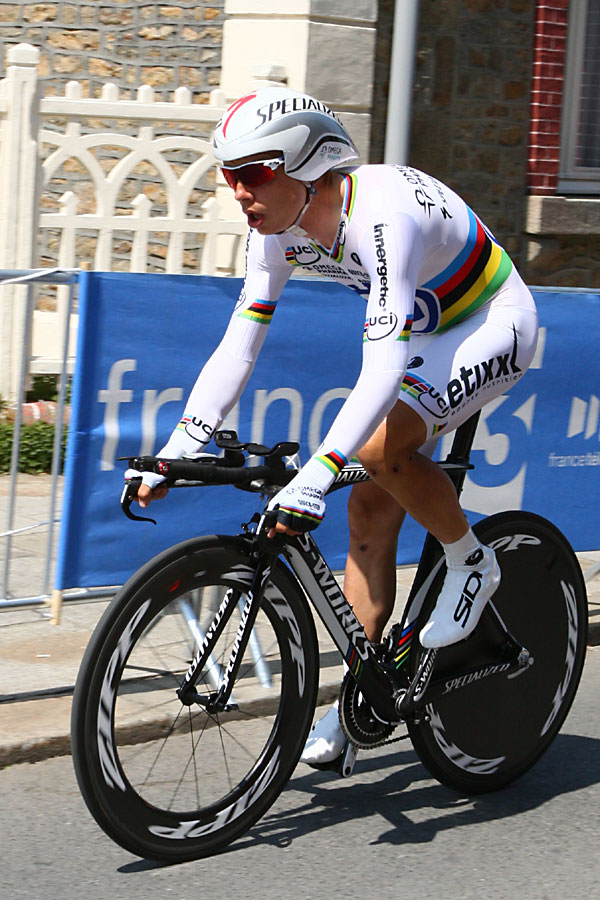
Tony Martin in maglia idirata, impegnato durante una cronometro al Tour de France 2013.

Dopo i successi del 2012, Martin apre la stagione 2013 con la vittoria (la seconda, dopo quella del 2011) nella classifica finale della Volta ao Algarve; si aggiudica poi la cronometro finale della Tirreno-Adriatico, nonché, tra aprile e maggio, le prove contro il tempo di altre due gare World Tour, la Vuelta Ciclista al País Vasco e il Tour de Romandie, e la graduatoria finale del Giro del Belgio. Tra giugno e luglio vince quindi prima la cronometro al Critérium du Dauphiné (altra gara World Tour), poi il terzo titolo tedesco nella prova contro il tempo, e infine l'undicesima tappa del Tour de France, la cronometro con arrivo a Mont-Saint-Michel (vince a 54,271 km/h di media).
Nel finale di stagione partecipa alla Vuelta a España, mettendosi in evidenza nella sesta tappa, quando viene ripreso in vista dell'arrivo dopo una fuga solitaria di 175 km, e nell'undicesima, a cronometro, in cui conclude secondo alle spalle di Fabian Cancellara. In settembre si presenta quindi ai campionati del mondo in Toscana. Come già nel 2012 riesce a conquistare il titolo iridato nella cronometro a squadre con i compagni dell'Omega Pharma-Quickstep (battuta l'Orica-GreenEDGE per 0"81); pochi giorni dopo coglie anche il terzo alloro mondiale consecutivo nella cronometro individuale – a una media record di 52,9 km/h – precedendo nell'ordine, come due anni prima a Copenaghen, Bradley Wiggins e Fabian Cancellara.

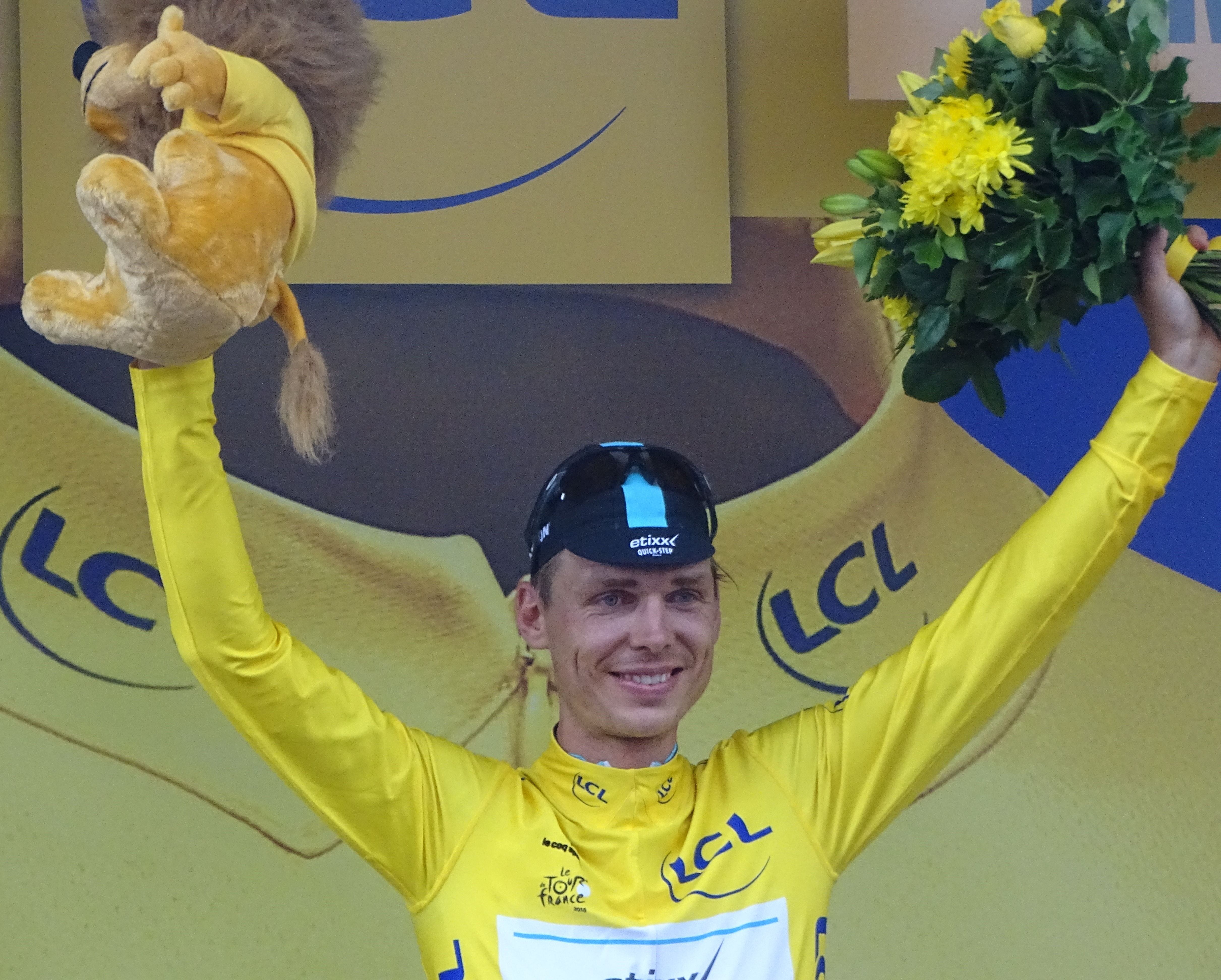
Tony Martin in maglia gialla al Tour de France 2015.

### 2017-2018: il biennio alla Katusha
Passa al Team Katusha-Alpecin per la stagione 2017, allo scopo di avere più spazio nelle classiche di primavera. In stagione vince per distacco la seconda tappa della Volta a la Comunitat Valenciana, ma poi si ritira al Giro delle Fiandre e arriva settantaseiesimo alla Parigi-Roubaix. Dopo aver concluso terzo al Giro del Belgio e vinto nuovamente il campionato nazionale a cronometro, si piazza quarto in entrambe le cronometro individuali del Tour de France. A fine stagione si piazza nono nella cronometro individuale ai campionati del mondo di Bergen.
Nel 2018 partecipa al Giro d'Italia, piazzandosi secondo, alle spalle di Rohan Dennis, nella cronometro di Rovereto. In giugno vince il settimo titolo nazionale consecutivo a cronometro (ottavo di specialità), mentre nel finale di stagione, dopo essersi ritirato al Tour de France, ottiene il settimo posto nella cronometro dei campionati del mondo di Innsbruck.

## Palmarès

### Strada
- 2005 (Gerolsteiner)

4ª tappa Regio-Tour (Kandel, cronometro)
4ª tappa Giro delle Regioni (Ortona > Chieti)
6ª tappa Giro delle Regioni (Perugia > Sinalunga)
- 2006 (Thüringer Energie Team)

Classifica generale Internationale Thüringen Rundfahrt
Campionati tedeschi, Prova a cronometro Under-23
- 2007 (Thüringer Energie Team)

3ª tappa Circuit des Ardennes (Neufmanil > Gespunsart, cronometro)
Coppa Città di Asti
Classifica generale FBD Insurance Rás
2ª tappa Internationale Thüringen Rundfahrt (Nordhausen > Behringen)
- 2008 (Team Columbia-High Road, quattro vittorie)

Hel van het Mergelland
Prologo Ster Elektrotoer (Schijndel, cronometro)
3ª tappa, 2ª semitappa Tour de l'Ain (Saint-Genis-Pouilly, cronometro)
8ª tappa Deutschland Tour (Brema, cronometro)
- 2009 (Team Columbia-HTC, tre vittorie)

3ª tappa Critérium International (Charleville-Mézières, cronometro)
4ª tappa Bayern Rundfahrt (Friedberg, cronometro)
8ª tappa Tour de Suisse (Le Sentier > Crans-Montana)
- 2010 (Team HTC-Columbia, cinque vittorie)

7ª tappa Tour of California (Los Angeles, cronometro)
9ª tappa Tour de Suisse (Liestal, cronometro)
Campionati tedeschi, Prova a cronometro
7ª tappa Eneco Tour (Genk, cronometro)
Classifica generale Eneco Tour
- 2011 (HTC-Highroad, dodici vittorie)

5ª tappa Volta ao Algarve (Lagoa > Portimão, cronometro)
Classifica generale Volta ao Algarve
6ª tappa Parigi-Nizza (Rognes > Aix-en-Provence, cronometro)
Classifica generale Parigi-Nizza
6ª tappa Vuelta al País Vasco (Zalla, cronometro)
3ª tappa Critérium du Dauphiné (Grenoble, cronometro)
20ª tappa Tour de France (Grenoble, cronometro)
10ª tappa Vuelta a España (Salamanca, cronometro)
Campionati del mondo, Prova a cronometro
1ª tappa Tour of Beijing (Bird's Nest > Water Cube, cronometro)
Classifica generale Tour of Beijing
Crono delle Nazioni
- 2012 (Omega Pharma-Quickstep Cycling Team, sette vittorie)

4ª tappa Giro del Belgio (Turnhout > Arendonk, cronometro)
Classifica generale Giro del Belgio
Campionati tedeschi, Prova a cronometro
Campionati del mondo, Prova a cronometro
2ª tappa Tour of Beijing (Stadio nazionale di Pechino > Mentougou)
Classifica generale Tour of Beijing
Crono delle Nazioni
- 2013 (Omega Pharma-Quickstep Cycling Team, dodici vittorie)

4ª tappa Volta ao Algarve (Castro Marim > Tavira, cronometro)
Classifica generale Volta ao Algarve
7ª tappa Tirreno-Adriatico (San Benedetto del Tronto, cronometro)
6ª tappa Vuelta Ciclista al País Vasco (Beasain, cronometro)
5ª tappa Tour de Romandie (Ginevra, cronometro)
3ª tappa Giro del Belgio (Beveren, cronometro)
Classifica generale Giro del Belgio
4ª tappa Critérium du Dauphiné (Villars-les-Dombes > Parc des Oiseaux, cronometro)
Campionati tedeschi, Prova a cronometro
11ª tappa Tour de France (Avranches > Le Mont-Saint-Michel, cronometro)
Campionati del mondo, Prova a cronometro
Crono delle Nazioni
- 2014 (Omega Pharma-Quickstep Cycling Team, dieci vittorie)

2ª tappa Vuelta al País Vasco (Ordizia > Dantxarinea)
6ª tappa Vuelta al País Vasco (Markina-Xemein, cronometro)
3ª tappa Giro del Belgio (Diksmuide, cronometro)
Classifica generale Giro del Belgio
1ª tappa Tour de Suisse (Bellinzona, cronometro)
7ª tappa Tour de Suisse (Worb, cronometro)
Campionati tedeschi, Prova a cronometro
9ª tappa Tour de France (Gérardmer > Mulhouse)
20ª tappa Tour de France (Bergerac > Périgueux, cronometro)
10ª tappa Vuelta a España (Real Monasterio de Santa María de Veruela > Borja, cronometro)
- 2015 (Etixx-Quick Step, cinque vittorie)

3ª tappa Volta ao Algarve (Vila do Bispo > Cabo de São Vicente, cronometro)
6ª tappa Tour de Romandie (Losanna, cronometro)
Campionati tedeschi, Prova a cronometro
4ª tappa Tour de France (Seraing > Cambrai)
Classifica generale Tour du Poitou-Charentes
- 2016 (Etixx-Quick Step, tre vittorie)

Campionati tedeschi, Prova a cronometro
7ª tappa, 1ª semitappa Tour of Britain (Bristol, cronometro)
Campionati del mondo, Prova a cronometro
- 2017 (Team Katusha-Alpecin, due vittorie)

2ª tappa Volta a la Comunitat Valenciana (Alicante > Dénia)
Campionati tedeschi, Prova a cronometro
- 2018 (Team Katusha-Alpecin, una vittoria)

Campionati tedeschi, Prova a cronometro
- 2021 (Jumbo-Visma, una vittoria)

Campionati tedeschi, Prova a cronometro

#### Altri successi
- 2009 (Team Columbia-HTC)

Classifica scalatori Parigi-Nizza
3ª tappa Tour de Romandie (Yverdon-les-Bains, cronosquadre)
Classifica scalatori Tour de Suisse
- 2010 (Team HTC-Columbia)

Criterium Neuss
Classifica giovani Eneco Tour
- 2011 (HTC-Highroad)

Spektakel van Steenwijk
Radrennen rund um den Kurpark
- 2012 (Omega Pharma-Quickstep Cycling Team)

Campionati del mondo, Cronosquadre
- 2013 (Omega Pharma-Quickstep Cycling Team)

1ª tappa Tirreno-Adriatico (San Vincenzo > Donoratico, cronosquadre)
Campionati del mondo, Cronosquadre
- 2014 (Omega Pharma-Quickstep Cycling Team)

1ª tappa Tirreno-Adriatico (Donoratico > San Vincenzo, cronosquadre)
Profronde Etten-Leur
- 2016 (Etixx-Quick Step)

Campionati del mondo, Cronosquadre
- 2019 (Team Jumbo-Visma)

1ª tappa UAE Tour (Al Hudayriat Island, cronosquadre)
2ª tappa Tour de France (Bruxelles, cronosquadre)

### Pista
- 2004

Campionati tedeschi, Inseguimento a squadre (con Christian Bach, Sascha Damrow e Jens Lehmann)

## Piazzamenti

### Grandi Giri
- Giro d'Italia

2008: 128º
2018: 110º
2020: non partito (10ª tappa)
- Tour de France

2009: 34º
2010: 137º
2011: 44º
2012: non partito (10ª tappa)
2013: 106º
2014: 47º
2015: non partito (7ª tappa)
2016: ritirato (21ª tappa)
2017: 101º
2018: non partito (9ª tappa)
2019: squalificato (17ª tappa)
2020: 118º
2021: ritirato (11ª tappa)
- Vuelta a España

2011: non partito (19ª tappa)
2012: ritirato (20ª tappa)
2013: ritirato (15ª tappa)
2014: ritirato (17ª tappa)
2019: ritirato (19ª tappa)

### Classiche monumento
- Giro delle Fiandre

2016: 107º
2017: ritirato
2018: 63º
- Parigi-Roubaix

2016: ritirato
2017: 76º
2018: 72º
- Liegi-Bastogne-Liegi

2009: ritirato
2010: 71º
2011: 52º
2014: ritirato

### Competizioni mondiali
- Campionati del mondo su strada

Varese 2008 - Cronometro Elite: 7º
Mendrisio 2009 - Cronometro Elite: 3º
Mendrisio 2009 - In linea Elite: ritirato
Melbourne 2010 - Cronometro Elite: 3º
Melbourne 2010 - In linea Elite: ritirato
Copenaghen 2011 - Cronometro Elite: vincitore
Copenaghen 2011 - In linea Elite: 166º
Limburgo 2012 - Cronosquadre: vincitore
Limburgo 2012 - Cronometro Elite: vincitore
Toscana 2013 - Cronosquadre: vincitore
Toscana 2013 - Cronometro Elite: vincitore
Ponferrada 2014 - Cronosquadre: 3º
Ponferrada 2014 - Cronometro Elite: 2º
Ponferrada 2014 - In linea Elite: ritirato
Richmond 2015 - Cronosquadre: 2º
Richmond 2015 - Cronometro Elite: 7º
Richmond 2015 - In linea Elite: 88º
Doha 2016 - Cronosquadre: vincitore
Doha 2016 - Cronometro Elite: vincitore
Doha 2016 - In linea Elite: ritirato
Bergen 2017 - Cronosquadre: 9º
Bergen 2017 - Cronometro Elite: 9º
Bergen 2017 - In linea Elite: 69º
Innsbruck 2018 - Cronosquadre: 11º
Innsbruck 2018 - Cronometro Elite: 7º
Yorkshire 2019 - Cronometro Elite: 9º
Fiandre 2021 - Cronometro Elite: 6º
Fiandre 2021 - Staffetta: vincitore
- Giochi olimpici

Londra 2012 - In linea: ritirato
Londra 2012 - Cronometro: 2º
Rio de Janeiro 2016 - In linea: ritirato
Rio de Janeiro 2016 - Cronometro: 12º